# Nazarally
Nazarally (azerbajdzjanska: Nəzərallı) är en ort i Azerbajdzjan.   Den ligger i distriktet Zərdab Rayonu, i den centrala delen av landet, 180 km väster om huvudstaden Baku. Antalet invånare är 204.
Terrängen runt Nazarally är mycket platt. Närmaste större samhälle är Zardob, 9,7 km nordväst om Nazarally.
Trakten runt Nazarally består till största delen av jordbruksmark. Runt Nazarally är det ganska tätbefolkat, med 56 invånare per kvadratkilometer.